# Lauenhagen
Lauenhagen est une municipalité allemande du land de Basse-Saxe et de l’arrondissement de Schaumbourg.

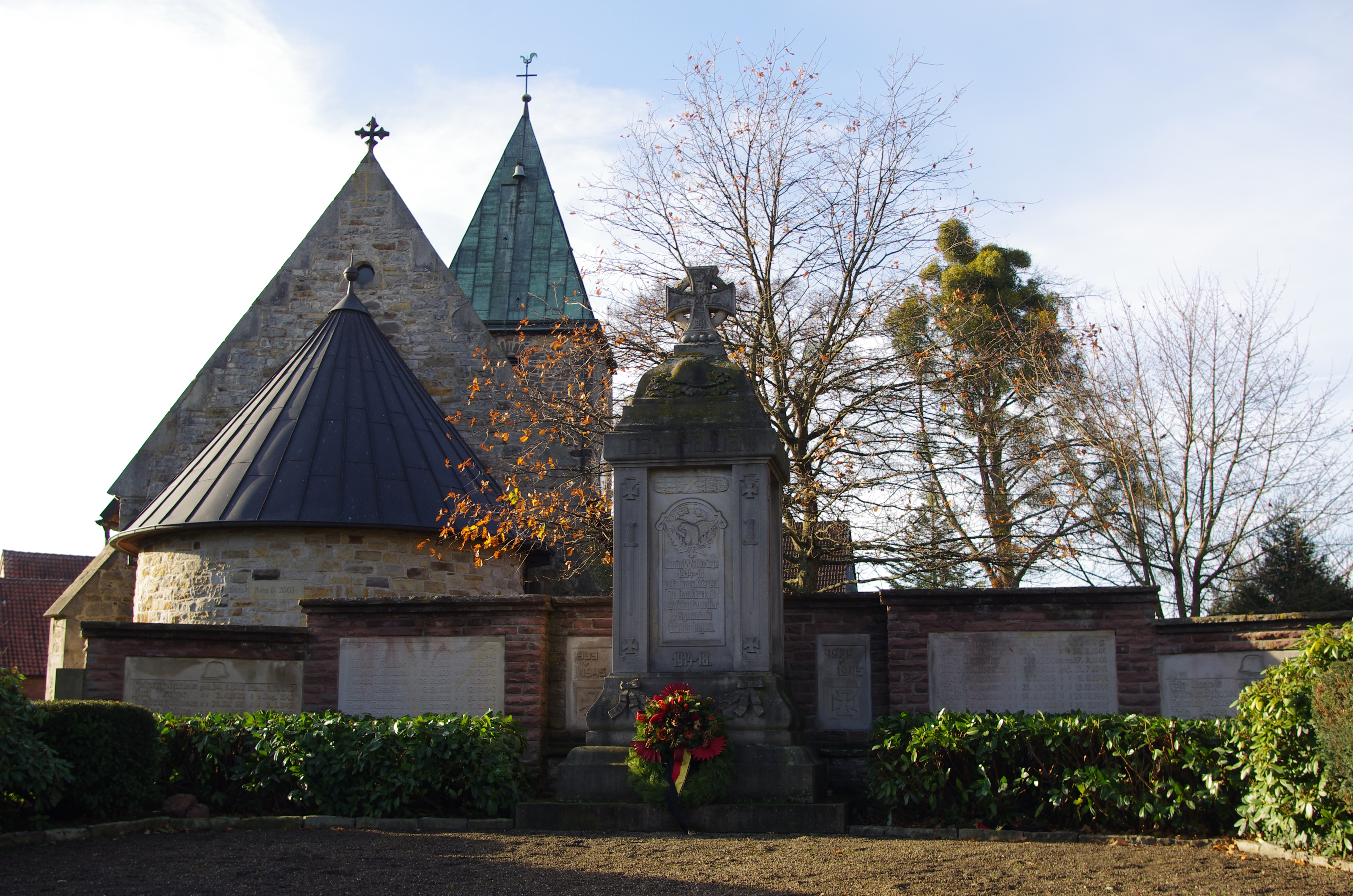
Le monument aux morts et l'église.

Sa population était de 1 320 habitants en 2019.